# Fürstenbund

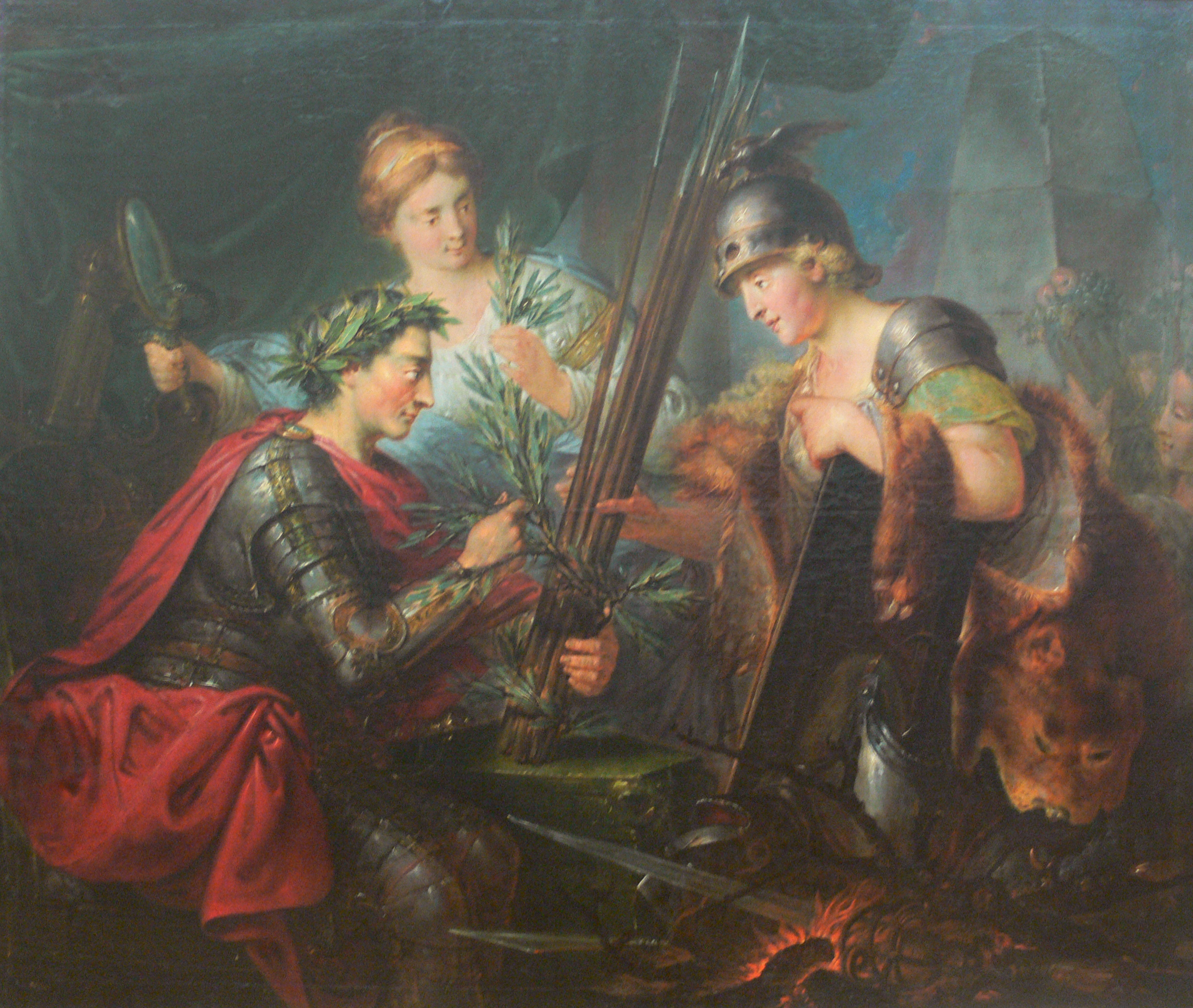
Christian Bernhardt Rode: Allegoria di Federico il Grande quale fondatore della Lega dei Principi tedeschi, 1786

La Lega dei Principi Tedeschi (in tedesco Deutschen Fürstenbund) venne creata nel Sacro Romano Impero Germanico nel 1785, sotto l'egida di Federico il Grande, per contrastare le mire espansionistiche dell'Imperatore Giuseppe II.

## Contesto
A partire dal 1777, l'equilibrio interno del Sacro Romano Impero Germanico venne minacciato dalla concreta possibilità che l'Imperatore Giuseppe II si ingrandisse verso il Ducato di Baviera: Carlo Teodoro di Wittelsbach, succeduto in quell'anno a Massimiliano III Giuseppe sul trono di Monaco, si era detto subito disposto a scambiare il trono di Monaco (la Baviera è una provincia assai prossima a Vienna e preziosa per l'Austria) con una corona reale nei Paesi Bassi austriaci.  Per fermarlo Federico il Grande aveva provocato la cosiddetta Guerra di Successione Bavarese (1778-79), conclusa con la Pace di Teschen.
Il progetto venne rinverdito un lustro più tardi, dopo che Giuseppe II ebbe concluso una lunga azione diplomatico-militare, che gli aveva permesso di ridurre di molto il diritto di ingerenza che le Province Unite vantavano nei Paesi Bassi austriaci (avvenimenti culminati nella cosiddetta 'guerra della marmitta').  La proposta venne avanzata alla corte di Monaco alla fine del 1784 o all'inizio del 1785.  Ancora una volta, si trattava di ottenere un bel pezzo di Baviera da Carlo Teodoro di Wittelsbach, in cambio dei Paesi Bassi austriaci e la corona di Re di Borgogna, all'uopo riesumata. Contemporaneamente, il Ducato del Lussemburgo e la Contea di Namur sarebbero stati ceduti alla Francia, per ottenerne il consenso.

## Formazione della Lega
Allorché lo scambio venne di nuovo ventilato, nel corso del 1785 il Regno di Prussia si unì ad Hannover e Sassonia nella Drei-Kurfürstenbund, che presto, con l'adesione di 14 altri principati minori divenne la Fürstenbund.  Vi appartennero, fra gli altri, Assia-Kassel e Palatinato-Zweibrücken, Brunswick, Sassonia-Gotha e Sassonia-Weimar, Meclemburgo-Schwerin, Principato del Baden ed il Principato di Ansbach.
Oltre agli stati protestanti, aderirono anche l'arcicancelliere imperiale (il principe elettore arcivescovo di Magonza von Erthal) e, nel 1787, il di lui coadiutore Karl Theodor Freiherr von Dalberg.

## Successo e scioglimento
La pressione organizzata degli altri stati imperiali significava il completo isolamento della casa imperiale nell'Impero.  Uno scenario complessivamente troppo rischioso per non indurre Vienna a rinunciare al progettato scambio.  Anzi, perfino a negarlo, addirittura due mesi prima della formalizzazione della 'Lega di Principi': l'11 maggio 1785, infatti, il Principe di Kaunitz inviò una circolare, con la quale negava l'evidenza e si lamentava delle indiscrezioni circolate a proposito di presunti progetti di scambio, che la corte imperiale negava quali ingiuriose calunnie.
A quel punto, Giuseppe II decise di impegnarsi su altri scacchieri: si determinò alla alleanza con Caterina II di Russia e diede un fondamentale contributo alla guerra austro-russo-turca. Al contempo, morto Federico il Grande il 17 agosto 1786, il di lui successore Federico Guglielmo si ritirò, nel 1788, dalla 'Lega dei Principi', ritenendo di poter ormai giocare da solo tutta la propria potenza. Dopodiché la Lega perse ogni rilevanza e, nel 1790, venne dissolta.

## Conseguenze
Ciò dimostrò come la 'Lega', costituita per la conservazione di una stretta osservanza della costituzione imperiale e degli esistenti rapporti di forza fra gli Stati, si fosse in realtà rivelata un mero strumento della politica anti-asburgica di Federico il Grande.  Mentre il tentativo di coagulare degli Stati Imperiali minori a formare un terzo polo di influenza, si era rivelato del tutto velleitario.
Ciò che venne dimostrato, di lì a poco, dall'unanime obbedienza di tutti gli Stati Imperiali alla politica di Vienna e Berlino, dopo che queste due corti ebbero raggiunto un accordo alla Conferenza di Reichenbach del 27 luglio 1790: accantonare le reciproche divergenze, per reindirizzare il proprio sforzo bellico verso il quadrante la Francia rivoluzionaria. In definitiva, gli stati minori non avevano alcun margine di manovra, se non giocando sulla continua rivalità fra la casa imperiale degli Asburgo d'Austria ed il Regno di Prussia. Non a casa quando, alcuni anni dopo, le armate francesi cominciarono a penetrare in Germania, molti principi tedeschi aprirono le porte, preferendo mettersi sotto l'ala protettiva napoleonica anziché austro-prussiana.